# Навозник изменчивый
Навозник изменчивый (лат. Geotrupes mutator) — жук семейства навозников-землероев (Geotrupidae).

## Описание
Жук длиной от 14 до 24 мм. Время лёта — с марта до поздней осени. Активен в тёмное время суток, часто прилетает на искусственные источники света. Питается навозом коров и лошадей.

## Охрана
В 2002 году был занесен в Красный список исчезающих и находящихся под угрозой исчезновения животных в Польше как незащищенный вид (VU).